# 50年代
| 千纪： | 1千纪                                                                        |
| 世纪： | 前1世纪 \| 1世纪 \| 2世纪                                                    |
| 年代： | 20年代 \| 30年代 \| 40年代 \| 50年代 \| 60年代 \| 70年代 \| 80年代           |
| 年份： | 50年 \| 51年 \| 52年 \| 53年 \| 54年 \| 55年 \| 56年 \| 57年 \| 58年 \| 59年 |

## 大事记
- 50年，南匈奴內亂，東漢遷南匈奴居西河郡（內蒙準格爾旗西南）、美稷（內蒙準格爾）。置匈奴中郎將撫衛。
- 51年，改大司馬為太尉，大司徒為司徒，大司空為司空。
- 52年，壽光侯劉鯉殺故式侯劉恭，劉秀捕拿諸王賓客，死者以千數。
- 54年，羅馬帝國皇帝克劳狄一世為其皇后阿格里庇娜毒死，養子尼祿嗣位。
- 56年，劉秀封禪泰山。南匈奴丘浮尤鞮單于嗣位。
- 57年，東漢光武帝劉秀卒，子漢明帝劉莊嗣位。南匈奴丘浮尤鞮單于卒，弟伊伐於慮鞮單于嗣位。燒當羌叛，攻掠隴西郡（甘肅臨洮）。日本遣使汉朝，日本與中國交通自此開始。
- 58年，捕虜將軍馬武大破燒當羌，遼東郡（遼寧遼陽）太守祭彤大破烏桓。汉明帝在云台图画云台二十八将。
- 59年，南匈奴伊伐於慮鞮單于卒，䤈僮尸逐侯鞮單于嗣位。尼祿毒死生母阿格里庇娜。

## 逝世
- 57年，漢光武帝劉秀